# HD 15558

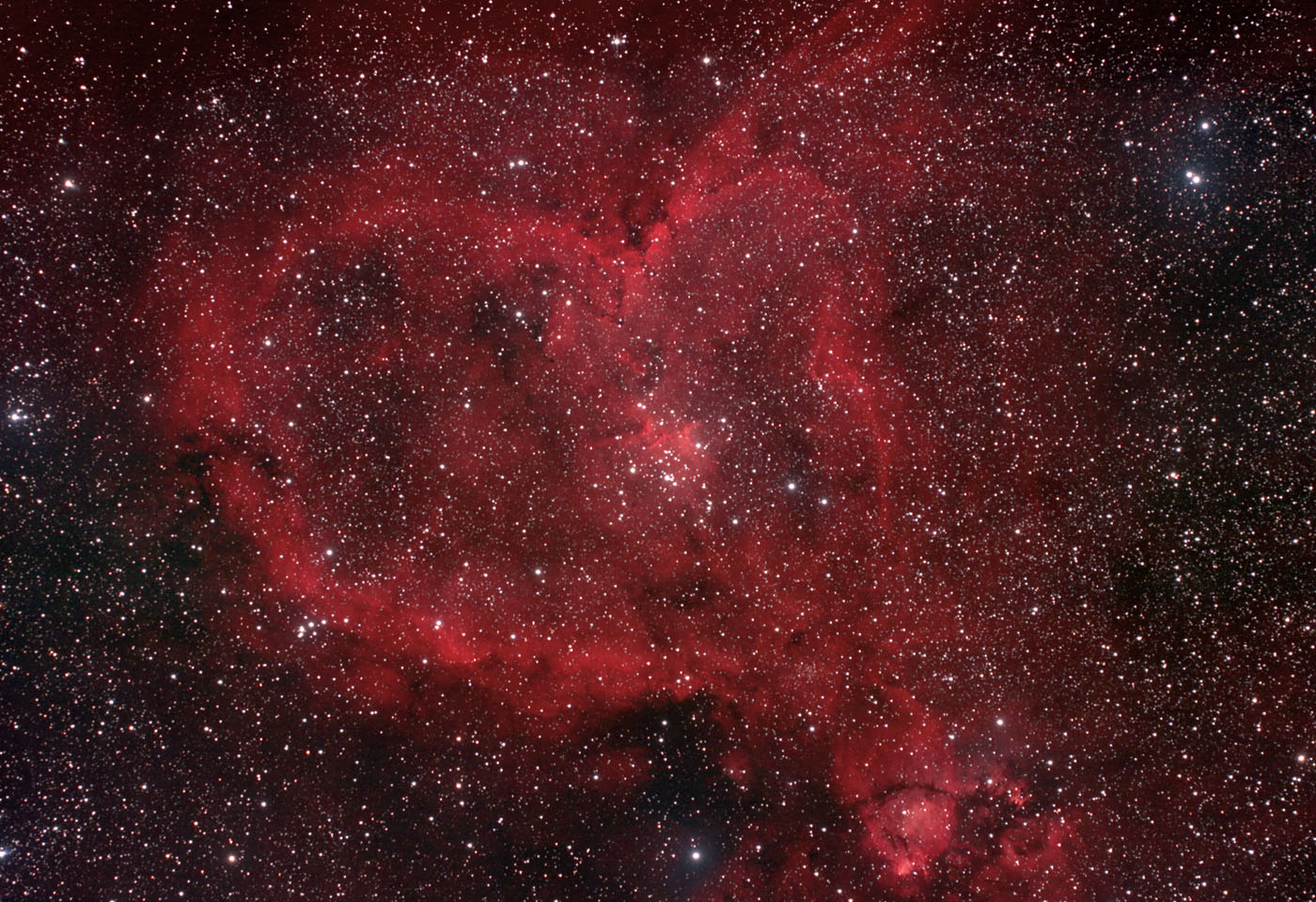
En H-alfabild av Hjärtnebulosan. HD 15558 är beläget i mitten av stjärnhopen, inringad.

HD 15558 är en multipelstjärna, belägen i den norra delen av stjärnbilden Cassiopeja, specifikt i Hjärtnebulosan i Vintergatan i den öppna stjärnhopen IC 1805. Den har en kombinerad skenbar magnitud av ca 7,87 och kräver åtminstone en stark handkikare eller ett mindre teleskop för att kunna observeras. Baserat på parallaxmätning inom Hipparcosuppdraget på ca 0,97 mas, beräknas den befinna sig på ett avstånd på ca 7 500 ljusår (ca 2 300 parsek) från solen. Den rör sig närmare solen med en heliocentrisk radialhastighet på ca -45 km/s.

## Egenskaper
Primärstjärnan HD 15558 A är en blå jättestjärna av spektralklass O4.5 III. Den har en massa som är ca 152 solmassor, en radie som är lika med ca 16 solradier och har ca 660 000 gånger solens utstrålning av energi från dess fotosfär vid en effektiv temperatur på 39 500 K. Den är en av de mest massiva stjärnorna i Vintergatan och har genom dess utstrålning en massförlust av 1,5 × 10−5 solmassa per år.
HD 15558 A är en spektroskopisk dubbelstjärna som innehåller minst två massiva lysande stjärnor av spektraltyp O. Följeslagaren är en O7 V-stjärna och har en massa av 46 solmassor. Primärstjärnan kan i sig vara en dubbelstjärna med tanke på den osannolikt stora massan, som finns inom dubbelstjärnans bana, jämfört med de andra stjärnparametrarna.
Washington Double Star Catalog listar 11 följeslagare inom en bågminut från HD 15558 A, alla svagare än 10:e magnituden. Dessutom listar den komponent HD 15558 E drygt en bågminut bort, vilken är en annan het massiv stjärna av 9:e magnituden.